# Herman Vermeulen
Herman Vermeulen (Temse, 10 november 1954) is een Belgisch voetbalcoach.

## Carrière
Herman Vermeulen werd geboren in Temse, maar belandde via zijn vader, die beroepsmilitair was, in Duitsland. Daar voetbalde hij voor bescheiden clubs als RSV Urbach en FC Weiden. Eind jaren 80 stopte hij met voetballen en ging hij aan de slag als coach. Hij bleef in Duitsland actief en trainde er achtereenvolgens SV Grembergshoven en FC Junkersdorf. In 1991 keerde Vermeulen terug naar België en werd hij de assistent van onder meer Guy Mangelschots en Lei Clijsters bij tweedeklasser Patro Eisden. De club zakte in 1992 naar derde klasse. In 1994 werd Vermeulen zelf hoofdcoach van Patro Eisden, maar na vijf wedstrijden werd hij opgevolgd door Pier Janssen. Vermeulen maakte het seizoen uiteindelijk vol bij vierdeklasser Kermt.
In januari 1995 zette Vermeulen een aanzienlijke stap hogerop. De toen 40-jarige trainer werd opnieuw de assistent van Lei Clijsters, ditmaal bij eersteklasser AA Gent. Toen Clijsters aan het einde van het seizoen 1996/97 aan de kant werd geschoven, kreeg Vermeulen gedurende drie wedstrijden de leiding over het eerste elftal. Nadien werd hij de assistent van nieuwe hoofdcoach Johan Boskamp. Na het ontslag van de Nederlander in oktober 1998 was Vermeulen opnieuw even hoofdcoach ad interim. Vanaf januari 1999 werd Vermeulen de assistent van Trond Sollied. Toen die in 2000 een overstap naar Club Brugge had versierd, stelde het bestuur Henk Houwaart aan als nieuwe trainer. Ook nu bleef Vermeulen de functie van hulptrainer invullen. Houwaart werd echter al in september 2000 ontslagen, waarna Vermeulen voor enkele maanden hoofdcoach werd. In november 2000 werd de Franse trainer Patrick Remy aangetrokken. In de loop van het seizoen 2001/02 werd ook de Fransman aan de deur gezet. Gent werkte het seizoen toen af onder leiding van Vermeulen. 
In de zomer van 2002 waagde Jan Olde Riekerink zich aan de functie van hoofdcoach. Vermeulen zette opnieuw een stap opzij. In november 2003 werd Riekerink ontslagen. Vermeulen werd daarna voor een half jaar trainer van de Buffalo's. In het seizoen 2004/05 was Vermeulen de assistent van Georges Leekens. 
In januari 2005 maakte Vermeulen de overstap naar KV Oostende. Hij volgde er de ontslagen Gilbert Bodart op. De club raakte echter niet weg uit de degradatiezone. Onder Vermeulens leiding werd Oostende voorlaatste en zakte het terug naar tweede klasse.
Vermeulen zelf bleef in de hoogste afdeling. In juni 2005 ging hij aan de slag bij Sint-Truidense VV. In zijn zog volgden spelers Brendon Šantalab en Marco Nijs van KV Oostende. De inmiddels 50-jarige coach kende weinig succes bij de Kanaries. Sint-Truiden kon nooit echt afstand nemen van de degradatiezone. In februari 2006 werd Vermeulen ontslagen en trok de club oud-speler Thomas Caers aan als zijn vervanger.
Toen Trond Sollied in 2006 zijn werkgever Club Brugge inruilde voor Olympiakos Piraeus verhuisde ook Vermeulen naar Griekenland. Hij werd opnieuw de assistent van de Noorse coach. In december 2006 werd Vermeulen benoemd tot directeur van de jeugdopleiding. Die functie oefende hij twee jaar uit. Nadien was hij bijna twee jaar lang verantwoordelijk voor de scouting van KRC Genk.
In januari 2011 nam hij terug plaats op de bank. Vermeulen vertrok naar Lierse SK, waar hij opnieuw verenigd werd met Sollied. Als assistent van de Noor zorgde hij er mee voor dat Lierse niet degradeerde. Nadien keerde Sollied terug naar Gent, maar Vermeulen bleef in Lier. Hij werd de assistent van Chris Janssens. Na diens ontslag in november 2012 werd de Egyptenaar Hany Ramzy aangeworven als technisch directeur. Vermeulen en de Duitser Daniel Simmes werden zijn assistenten. Op 19 februari 2013 werd Vermeulens plaats in het trainerstriumviraat ingenomen door Eric Van Meir. Vanaf dan hield Vermeulen zich voornamelijk bezig met de wedstrijdscouting.
In 2013 gingen Sollied en Vermeulen samen aan de slag bij het Turkse Elazığspor. Toen de club in oktober 2013, na vijf nederlagen op rij, op de 16e plaats belandde, stapte het trainersduo weer op.
Tijdens de winterstop van het seizoen 2013/14 schoof Oud-Heverlee Leuven hulptrainer Arnold Rijsenburg aan de kant en werd Vermeulen benoemd als assistent van hoofdcoach Ronny Van Geneugden. Toen OH Leuven enkele weken later kansloos onderuit ging tegen Sporting Charleroi en in de degradatiezone verzeild raakte, werd Van Geneugden ontslagen. Vermeulen werd vervolgens benoemd tot hoofdcoach ad interim. In zijn eerste wedstrijd won OH Leuven van Zulte Waregem. Een dag later maakte de club bekend dat Vermeulen het seizoen zou afmaken als hoofdcoach. Na zijn benoeming zakte de club naar de voorlaatste plaats en verloor het onder meer van rechtstreekse concurrent Waasland-Beveren. Op 25 februari 2014 werd Vermeulen door het bestuur vervangen door debuterend coach Ivan Leko.
In mei 2015 ging Vermeulen aan de slag bij Waasland-Beveren, waar hij assistent werd van de nieuwe hoofdtrainer Stijn Vreven. Op 28 februari 2016 verving hij de geschorste Vreven in de competitiewedstrijd tegen Sporting Charleroi, die Waasland-Beveren met 2-3 won. Na een seizoen gingen beide partijen uit elkaar.

## Clubs als speler
- 1966-1972 SpvG Porz (Duitsland)
- 1972-1978 FC Eil (Duitsland)
- 1978-1980 RSV Urbach (Duitsland)
- 1980-1983 Bensberg (Duitsland)
- 1983-1986 FC Weiden (Duitsland)

## Clubs als trainer
| Periode                                          | Club                | Competitie         | Functie              |
| ------------------------------------------------ | ------------------- | ------------------ | -------------------- |
| 1987 - 1989                                      | SV Grembergshoven   |                    | hoofdcoach           |
| 1989 - 1991                                      | FC Junkersdorf      |                    | hoofdcoach           |
| 1991 - 1993                                      | Patro Eisden        |                    | assistent-coach      |
| 1993 - jan 1995                                  | SK Kermt            |                    | hoofdcoach           |
| jan 1995 - jan 2005                              | AA Gent             | Jupiler Pro League | assistent-coach      |
| jan 2005 - jun 2005                              | KV Oostende         | Jupiler Pro League | hoofdcoach           |
| jun 2005 - feb 2006                              | Sint-Truidense VV   | Jupiler Pro League | hoofdcoach           |
| jun 2006 - dec 2006                              | Olympiakos Piraeus  | Super League       | assistent-coach      |
| dec 2006 - dec 2008                              | Olympiakos Piraeus  | Super League       | hoofd jeugdopleiding |
| jan 2009 - dec 2010                              | KRC Genk            | Jupiler Pro League | hoofd scouting       |
| jan 2011 - nov 2012                              | Lierse SK           | Jupiler Pro League | assistent-coach      |
| nov 2012 - feb 2013                              | Lierse SK           | Jupiler Pro League | coach                |
| jun 2013 - okt 2013                              | Elazığspor          | Süper Lig          | assistent-coach      |
| jan 2014                                         | Oud-Heverlee Leuven | Jupiler Pro League | assistent-coach      |
| jan 2014 - feb 2014                              | Oud-Heverlee Leuven | Jupiler Pro League | hoofdcoach           |
| Tabel voor het laatst bijgewerkt op 26 jan 2014. |                     |                    |                      |